# Sandra Bullock
Sandra Annette Bullock (født 26. juli 1964 i Washington D.C.) er en amerikansk skuespillerinde.
Sandra Bullock er datter af den tyskfødte operasangerinde Helga Meyer (†2000) og den amerikanske stemmetræner John Bullock. Som barn begyndte hun at synge i Tyskland, hvor hun boede i de første 12 år og havde, sammen med sin lillesøster Gesine, korroller i moderens operaer.
I 1976 flyttede Bullock-familien til USA, hvor Sandra studerede drama ved East Carolina University. Hun sprang fra, for at arbejde som skuespiller i New York, men havde problemer med at etablere sig i faget. Hun flyttede til Hollywood og fik en række mindre roller i betydningsløse film. I 1990 fik hun hovedrollen i tv-udgaven af Working Girl, der ikke kunne leve op til spillefilmen.
Hendes første vigtige filmrolle var i Demolition Man i 1993, hvor hun trådte i stedet for Lori Petty. I 1994 fik hun sit gennembrud i Speed, som buspassageren, der må overtage rattet og styre bussen gennem tæt trafik i højeste hastighed. I 1995 overtog hun hovedrollen i Mens du sov fra Demi Moore, der stillede større lønkrav. Hendes karriere overlevede et par svage år efter floppet Speed 2 (1997), og hun har fejret store triumfer med film som Miss Congeniality (2000), Crash (2004), The Blind Side (2009) og The Proposal (2009).
Sandra Bullock har sit eget filmselskab; Fortis Films, der har mindre produktioner på programmet.
I 2005 fik hun en stjerne på Hollywoods Walk of Fame. Den 16. juli 2005 giftede hun sig, til manges forundring, med rockertypen Jesse G. James fra Discoverys Monster Garage.
Ved Oscaruddelingen 2010 modtog hun en Oscar for bedste kvindelige hovedrolle (Academy Award for Best Performance by an Actress in a Leading Role), for sin præstation i The Blind Side (2009). Denne film fik hun også en Golden Globe for i januar 2010. Samme år fik hun en Golden Raspberry Award for værste skuespil i All about Steve (2009).

## Filmografi
| År (USA) | Engelsk Titel                              | Dansk Titel                              | Sandras rolle                           |
| -------- | ------------------------------------------ | ---------------------------------------- | --------------------------------------- |
| 2018     | Bird Box                                   | Bird Box                                 | Malorie                                 |
| 2018     | Ocean's 8                                  | Ocean's 8                                | Debbie Ocean                            |
| 2015     | Our Brand Is Crisis                        | Our Brand Is Crisis                      | "Calamity" Jane Bodine                  |
| 2013     | Gravity                                    | Gravity                                  | dr. Ryan Stone                          |
| 2013     | The Heat                                   | The Heat                                 | Sarah Ashburn                           |
| 2012     | Extremely Loud and Incredibly Close        | Ekstremt højt og utrolig tæt på          | Linda Schell                            |
| 2009     | The Blind Side                             | The Blind Side                           | Leigh Anne Tuohy                        |
| 2009     | All About Steve                            | All About Steve                          | Mary Horowitz                           |
| 2008     | The Proposal                               | The Proposal                             | Margaret Tate                           |
| 2007     | Premonition                                | Forvarsel                                | Linda Quinn Hanson                      |
| 2006     | Infamous                                   | Berygtet                                 | Nelle Harper Lee                        |
| 2006     | The Lake House                             | The Lake House                           | Kate Forster                            |
| 2005     | Miss Congeniality 2: Armed and Fabulous    | Agent Catwalk 2                          | Gracie Hart                             |
| 2005     | Loverboy                                   | Loverboy                                 | Mrs.Harker                              |
| 2004     | Crash                                      | Crash                                    | Jean Cabot                              |
| 2002     | The Devine Secrets of the Ya-Ya Sisterhood | Ya-Ya Søstrenes Guddommelige Hemmelighed | Sidda Lee Walker                        |
| 2002     | Two weeks notice                           | To ugers opsigelse                       | Lucy Kelson                             |
| 2002     | Murder by Numbers                          | Iskoldt Mord                             | Cassie Mayweather/ Jessica Marie Hudson |
| 2000     | Gun Shy                                    | Striglen og Strømeren hos Blockbuster    | Judy Tipp                               |
| 2000     | Miss Congeniality                          | Agent Catwalk                            | Gracie Hart/ Gracie Lou Freebush        |
| 2000     | 28 Days                                    | 28 Dage                                  | Gwen Cummings                           |
| 1999     | Forces of Nature                           | Forces of Nature                         | Sarah Louis                             |
| 1998     | Practical Magic                            | Practical Magic                          | Sally Owens                             |
| 1998     | Prince of Egypt, The                       | Prinsen af Egypten                       | Miriams stemme                          |
| 1998     | Hope Floats                                | Hope Floats                              | Birdee Pruitt                           |
| 1997     | Speed 2 - Cruise Control                   | Speed 2                                  | Annie Porter                            |
| 1996     | In Love And War                            | In Love And War                          | Agnes von Kurowsky                      |
| 1996     | A Time to Kill                             | A Time to Kill                           | Ellen Roark                             |
| 1996     | Two If By Sea                              | Stolen Hearts dansk dvd-cover            | Roz                                     |
| 1995     | The Net                                    | Nettet                                   | Angela Bennett/ Ruth Marx               |
| 1995     | While You Where Sleeping                   | Mens du sov                              | Lucy Eleanor Moderatz                   |
| 1994     | Why do i gotta kill?                       | Why do i gotta kill?                     | Lori                                    |
| 1994     | Speed                                      | Speed                                    | Annie efternavn først i 2'eren          |
| 1993     | The Thing Called Love                      | Kald Det Kærlighed                       | Linda Lue Linden                        |
| 1993     | The Vanishing                              | Forsvundet Sporløst                      | Diane Shaver                            |
| 1993     | Fire on the Amazon                         | Fire on the Amazon                       | Alyssa Rothman                          |
| 1993     | Wrestling Ernest Hemingway                 | Brydekamp med Hemingway TV3              | Elaine                                  |
| 1993     | Demolition Man                             | Demolition Man                           | Lenina Huxley                           |
| 1992     | When the Party's Over                      | Når Festen er Slut TV3                   | Amanda                                  |
| 1992     | Love Potion No. 9                          | En Duft af Kærlighed TV3                 | Diane Farrow                            |
| 1990     | Lucky/Chances (TV)                         | Lucky/Chances                            | Maria Santangelo                        |
| 1989     | Religion Inc.                              | A Fool And His Money dvdtitel            | Debby                                   |
| 1989     | Preppie Murder (TV)                        | Mord i Parken                            | Stacy                                   |
| 1989     | Who shot Patango?                          | Who shot Patango?                        | Devlin Moran                            |
| 1989     | Bionic showdown                            | Bionic showdown                          | Kate Mason                              |
| 1987     | Hangmen                                    | Hangmen                                  | Lisa Edwards                            |